# I Feel Fine
I Feel Fine är en sång från 1964 av och med den brittiska musikgruppen The Beatles (text/musik John Lennon och Paul McCartney).

## Låten och inspelningen
Ett antal av låtarna till Beatles for Sale var även påtänkta som singlar men slutligen blev det Lennons nyskrivna "I Feel Fine" som kom att bli gruppens julsingel 1964. Detta stycke, som är något av en blues, spelades in 18 oktober 1964 och har mest blivit känt för att det är den första brittiska singeln där man använder rundgång (precis i låtens början). Måhända kan Beatles här ha påverkats av det blivande The Who, som man under hösten uppträtt med (då de ännu kallade sig The High Numbers). Lennon har senare medgett att det medvetna användandet av rundgång var ganska vanligt under konserter redan vid denna tid, även om Beatles (med The Who tätt i kölvattnet) blev först med att utnyttja det på skiva. Vissa radiopratare trodde för övrigt i början att det hela rörde sig om en grov teknisk miss i studion. Låten blev en dubbelsingel (tillsammans med She's A Woman) som utgavs i USA 23 november och i England den 27 november 1964.

## Listplaceringar
| Lista (1964-1965) | Position             |
| ----------------- | -------------------- |
| Finland           | 2                    |
| Flandern          | 3                    |
| Irland            | 1                    |
| Kanada            | 1                    |
| Nederländerna     | 1                    |
| Norge             | 1                    |
| Nya Zeeland       | 1 (Lever Hit Parade) |
| Storbritannien    | 1                    |
| Sverige           | 1 (Kvällstoppen)     |
| Sverige           | 2 (Tio i topp)       |
| USA               | 1                    |
| Vallonien         | 7                    |
| Västtyskland      | 3                    |
| Österrike         | 3                    |